# Dark Diary
«Dark Diary» — п'ятий студійний альбом румунського симфонічного павер-метал-гурту Magica. Реліз відбувся 28 травня 2010 через лейбл AFM Records.

## Список композицій
1. "Anywhere But Home" 4:22
2. "Tonight" 03:32
3. "Never Like You" 03:59
4. "Wait for Me" 04:18
5. "Need" 04:00
6. "Release My Demons" 04:08
7. "On the Side of Evil" 04:21
8. "My Kin My Enemy" 04:05
9. "Used to be an Angel" 03:34
10. "We are Horde" 04:21
11. "Dear Diary" 01:52
12. "Victory" (бонусний трек) 4:31

## Учасники запису
- Ана Младіновіч – вокал
- Богдан "Бет" Костеа – електрогітара
- Сорін Влад – бас-гітара
- Sixfingers – клавіші
- Херман "Хертц" Хайдель – ударні